# لورينزو بوفون
 لورينزو بوفون (بالإيطالية: Lorenzo Buffon)‏ حارس مرمى كرة قدم إيطالي سابق (ولد في تشيزينا، 19 ديسمبر 1929)، . يعد من أفضل حراس المرمى خلال حقبة الخمسينات من القرن العشرين. وكان المنافس الابرز لحارس المرمى السوفيتي ليف ياشين .
لورينزو بوفون هو عم رامي القرص ادريانو بوفون والد حارس مرمى منتخب إيطاليا ويوفنتوس (سابقًا) وباريس سان جيرمان (منذ 2018) جيانلويجي بوفون، وهو ايضًا ابن عم ارماندو بوفون حارس مرمى نادي لاتسيو في ستينات القرن العشرين. 

## مسيرته الكروية
بدأ كرة القدم مع فريق بورتوغريارو في الدوري الإيطالي الدرجة الرابعة، لكن مسيرته الكروية لم تبتدأ إلا سنة 1949 مع نادي إيه سي ميلان، حيث لعب رسميا طوال سنوات الخمسينات.
تمت مناداته أول مرة للمشاركة مع منتخب إيطاليا في 8 نوفمبر 1958 وأصبح حارسا رسميا مع منتخب بلاده بعد مباراة مع فرنسا انتهت بالتعادل الإيجابي هدفين لمثلهما. وقد اختير رسميا للمشاركة مع المنتخب في 16 مناسبة ما بين سنتي 1958 و1962 (في ظل 4 سنوات).
انتقل إلى نادي جنوى سنة 1959، حيث مكث هناك سنة واحدة لينتقل بعدها إلى فريق إنتر ميلان، تحديدا سنة 1960، وفاز معه بلقب السكوديتو سنة 1963. ثم وقع عقدا مع نادي فيورنتينا لمدة سنة واحدة.

## الألقاب

### إيه سي ميلان
- لقب الدوري الإيطالي الدرجة الأولى:
  - 1950-51
  - 1954-55
  - 1956-57
  - 1958-59
- لقب كأس لاتينا:
  - 1951
  - 1956

### إنتر ميلان
- لقب الدوري الإيطالي الدرجة الأولى:
  - 1962-63

## روابط خارجية
- لورينزو بوفون على موقع الاتحاد الدولي (مؤرشف)  (الإنجليزية)
- لورينزو بوفون على موقع قاعدة بيانات كرة القدم.إي يو (الإنجليزية)
- لورينزو بوفون على موقع ناشيونال فوتبول تيمز (الإنجليزية)
- لورينزو بوفون على موقع عالم كرة القدم.نت (الإنجليزية)